# محمدتقی راشدمحصل
محمدتقی راشدمحصل (زادهٔ خرداد ۱۳۱۵ در بیرجند) استاد بازنشستهٔ پژوهشگاه علوم انسانی و مطالعات فرهنگی و عضو شورای واژه‌گزینی فرهنگستان زبان و ادب فارسی است. او دکترای زبان‌های ایران باستان را در سال ۱۳۵۲ از دانشگاه تهران دریافت کرد.

## آثار
- واژه‌های گویشی در نوشته‌های ابوریحان بیرونی
- درآمدی بر دستور زبان اوستایی
- گزیده‌های زاداسپرم
- نجات‌بخشی در ادیان
- زند بهمن‌یسن
- کتیبه‌های ایران باستان[۱][۲]
- سروش یسن
- اوستا
- وزیدگی‌های زاداسپرم
- گزیده‌های زاداسپرم
- دینکرد هفتم
- راهنمای زبان سنسکریت[۳]